# Horpyna (zespół muzyczny)
Horpyna – polski zespół folkowy. Miastem rodzinnym zespołu jest Olsztyn, jego nazwę zaczerpnięto z sienkiewiczowskiej powieści Ogniem i mieczem.
Grupa powstała w 1999 roku w środowisku studenckim. Zespół gra muzykę z pogranicza ukraińskiego folk rocka przeplatanego autorskimi kompozycjami.
„Horpyna” występowała m.in. na Festiwalu Piosenki Kresowej w Mrągowie, Piosenki Polskiej w Opolu, benefisie Bogusława Kaczyńskiego, Festiwalu im. Jana Kiepury w Krynicy, brała także udział w wielu koncertach dla TVP. Na początku roku 2003 zespół zagrał w studiu TVP2 podczas finału Wielkiej Orkiestry Świątecznej Pomocy. W tym samym roku dał również koncert na Przystanku Woodstock w Żarach.
Grupa wielokrotnie występowała w Czechach, Niemczech, Rosji, Litwie, Ukrainie, Francji, Kanadzie, USA oraz Austrii.

## Członkowie
- Włodzimierz Kuper – śpiew, akordeon, harmonijka ustna
- Bohdan Artymowicz – puzon, śpiew
- Piotr Kulawczuk – gitara basowa
- Marcin Łukaszewski – perkusja
- Roland Bilicki – skrzypce
- Roland Gloger – gitara

## Byli członkowie
- Adam Stelmach – trąbka
- Łukasz „Grucha” Gruszycki – gitara
- Oleksander „Sasza” Pestovski – perkusja
- Rafał Christa - gitara
- Anita Rywalska - flet, wokal
- Filip Zawadzki - perkusja
- Dawid Rejniak - trąbka
- Jarosław Szczerbik - gitara basowa
- Mirosława Trzeciak - sopiłka
- Konrad Kozubowski - skrzypce
- Monika Beszczyńska - skrzypce

## Dyskografia
- „Tecze woda” (2000)
- „Hoca-drała” (2002)
- kolędy i pastorałki (2002)
- „Horpyna folk&roll” (2006)
- „Fajna Jazda” (2010)
- Kolędy "Oj radujsja" (2012)
- kolędy z serca (2012)